# Festival Internacional de Cinema Fantàstic de Bucheon
Festival Internacional de Cinema Fantàstic de Bucheon (en coreà: 부천국제판타스틱영화제; en hanja: 富川國際판타스틱映畵祭) o BiFan, és un festival de cinema que se celebra anualment al mes de juliol a Bucheon. Inaugurat el 1997, el festival se centra en les pel·lícules dels gèneres terror, thriller, misteri i fantàstic de Corea del Sud i internacionals, amb especial atenció al cinema asiàtic de l'est i el sud-est.
El 25è Festival Internacional de Cinema Fantàstic de Bucheon es va celebrar del 8 al 18 de juliol de 2021 i va comptar amb 257 pel·lícules de 47 països. La 26a edició es va celebrar del 7 al 17 de juliol de 2022 i va comptar amb 268 pel·lícules de 49 països. A partir d'aquesta edició es va instaurar un nou premi titulat «Series Film Award». El primer Series Film Award va ser atorgat a Ojingeo Geim.